# Liga A 2023-2024 (pallavolo maschile)
La Liga A 2023-2024, 80ª edizione della massima serie del campionato belga di pallavolo maschile, si è svolta dal 14 ottobre 2023 al 28 aprile 2024: al torneo hanno partecipato nove squadre di club belghe e la vittoria finale è andata per la quindicesima volta, la quarta consecutiva, al Roeselare.

## Regolamento

### Formula
Le squadre hanno disputato un girone all'italiana, con gare di andata e ritorno, per un totale di diciotto giornate; al termine della regular season:
- Le squadre classificate ai primi sei posti hanno acceduto alla pool scudetto, dove hanno dato vita a un ulteriore girone all'italiana, con gare di andata e ritorno, per un totale di dieci giornate, dal quale le prime due classificate hanno acceduto alla finale scudetto, giocata al meglio delle cinque gare; le squadre qualificate hanno ricevuto un punteggio bonus: 5 punti alla prima classificata, 4 punti alla seconda classificata, 3 punto alla terza classificata, 2 punti alla quarta classificata ed 1 punto alla quinta classificata;
- Le ultime tre squadre classificate hanno acceduto alla pool challenge, dove hanno disputato un girone all'italiana, con gare di andata e ritorno, per un totale di sei giornate; le squadre qualificate hanno ricevuto un punteggio bonus: 2 punti alla settima classificata ed 1 punto all'ottava classificata;
- Le ultime due squadre classificate nella pool scudetto e le prime due classificate nella pool challenge hanno acceduto ai play-off 5º posto, strutturati con semifinali e finale 5º posto, in gara unica[2].

### Criteri di classifica
Se il risultato finale è stato di 3-0 o 3-1 sono stati assegnati 3 punti alla squadra vincente e 0 a quella sconfitta, se il risultato finale è stato di 3-2 sono stati assegnati 2 punti alla squadra vincente e 1 a quella sconfitta.
L'ordine del posizionamento in classifica è stato definito in base a:
- Punti;
- Numero di partite vinte;
- Ratio dei set vinti/persi;
- Risultati degli scontri diretti[3].

## Squadre partecipanti
| Club            | Stagione | Città              | Impianto                | Stagione precedente |
| --------------- | -------- | ------------------ | ----------------------- | ------------------- |
| Aalst           | dettagli | Aalst              | Sportcentrum Schotte    | 6ª in Liga A        |
| Avoc Achel      | dettagli | Hamont-Achel       | Sporthal De Koekoek     | 7ª in Liga A        |
| Guibertin       | dettagli | Mont-Saint-Guibert | Centre Sportif Moisse   | 8ª in Liga A        |
| Haasrode Leuven | dettagli | Lovanio            | SportOase               | 3ª in Liga A        |
| Maaseik         | dettagli | Maaseik            | Steengoed Arena         | 2ª in Liga A        |
| Menen           | dettagli | Menen              | Sporthal Ter Steenlandt | 5ª in Liga A        |
| Roeselare       | dettagli | Roeselare          | Tomabelhal              | Campione di Belgio  |
| VDK Gent        | dettagli | Gand               | Edugo Topsporthal       | 4ª in Liga A        |
| Waremme         | dettagli | Waremme            | Pôle ballons            | 9ª in Liga A        |

## Torneo

### Regular Season

#### Risultati
| Prima giornata |                      |                 |                            |
|                |                      |                 |                            |
| Riposa:        | Haasrode Leuven      | Haasrode Leuven | Haasrode Leuven            |
| 14-10          | Aalst - VDK Gent     | 1-3             | 14-25, 25-19, 19-25, 21-25 |
| 15-10          | Roeselare - Menen    | 1-3             | 25-20, 23-25, 22-25, 25-27 |
| 15-10          | Avoc Achel - Waremme | 3-1             | 19-25, 25-20, 25-20, 25-20 |
| 29-10          | Guibertin - Maaseik  | 3-1             | 26-24, 26-24, 18-25, 25-23 |

| Seconda giornata |                              |           |                     |
|                  |                              |           |                     |
| Riposa:          | Guibertin                    | Guibertin | Guibertin           |
| 18-10            | Maaseik - Waremme            | 3-0       | 25-16, 25-21, 25-21 |
| 18-10            | Roeselare - VDK Gent         | 3-0       | 25-14, 25-20, 25-22 |
| 18-10            | Haasrode Leuven - Avoc Achel | 3-0       | 25-10, 25-23, 25-17 |
| 18-10            | Menen - Aalst                | 3-0       | 25-22, 25-22, 25-17 |

| Terza giornata |                            |       |                            |
|                |                            |       |                            |
| Riposa:        | Aalst                      | Aalst | Aalst                      |
| 20-10          | VDK Gent - Haasrode Leuven | 0-3   | 22-25, 22-25, 20-25        |
| 21-10          | Avoc Achel - Maaseik       | 0-3   | 13-25, 21-25, 31-33        |
| 21-10          | Menen - Waremme            | 1-3   | 14-25, 25-19, 23-25, 17-25 |
| 22-10          | Guibertin - Roeselare      | 1-3   | 22-25, 23-25, 25-21, 18-25 |

| Quarta giornata |                           |            |                                   |
|                 |                           |            |                                   |
| Riposa:         | Avoc Achel                | Avoc Achel | Avoc Achel                        |
| 08-11           | Maaseik - Haasrode Leuven | 2-3        | 25-19, 21-25, 21-25, 25-21, 11-15 |
| 08-11           | Waremme - Guibertin       | 3-2        | 23-25, 29-27, 22-25, 25-22, 15-7  |
| 08-11           | Menen - VDK Gent          | 1-3        | 25-21, 23-25, 20-25, 17-25        |
| 09-11           | Aalst - Roeselare         | 1-3        | 22-25, 23-25, 25-21, 21-25        |

| Quinta giornata |                           |       |                            |
|                 |                           |       |                            |
| Riposa:         | Menen                     | Menen | Menen                      |
| 11-11           | VDK Gent - Guibertin      | 0-3   | 23-25, 23-25, 25-27        |
| 11-11           | Avoc Achel - Aalst        | 0-3   | 21-25, 19-25, 19-25        |
| 12-11           | Waremme - Haasrode Leuven | 0-3   | 22-25, 23-25, 12-25        |
| 12-11           | Roeselare - Maaseik       | 3-1   | 33-35, 25-23, 25-19, 25-21 |

| Sesta giornata |                             |          |                                   |
|                |                             |          |                                   |
| Riposa:        | VDK Gent                    | VDK Gent | VDK Gent                          |
| 18-11          | Maaseik - Menen             | 3-0      | 25-21, 25-21, 31-29               |
| 19-11          | Waremme - Aalst             | 2-3      | 22-25, 28-26, 25-18, 18-25, 9-15  |
| 19-11          | Haasrode Leuven - Roeselare | 2-3      | 25-13, 21-25, 40-38, 26-28, 6-15  |
| 19-11          | Guibertin - Avoc Achel      | 2-3      | 20-25, 25-19, 17-25, 25-21, 12-15 |

| Settima giornata |                         |         |                                   |
|                  |                         |         |                                   |
| Riposa:          | Maaseik                 | Maaseik | Maaseik                           |
| 25-11            | Aalst - Haasrode Leuven | 3-0     | 25-19, 25-23, 25-15               |
| 25-11            | Avoc Achel - VDK Gent   | 3-1     | 25-14, 28-30, 25-20, 25-21        |
| 25-11            | Menen - Guibertin       | 0-3     | 18-25, 23-25, 17-25               |
| 26-11            | Waremme - Roeselare     | 2-3     | 25-23, 26-24, 22-25, 21-25, 14-16 |

| Ottava giornata |                             |           |                                   |
|                 |                             |           |                                   |
| Riposa:         | Roeselare                   | Roeselare | Roeselare                         |
| 02-12           | Avoc Achel - Menen          | 3-1       | 20-25, 25-16, 25-16, 25-21        |
| 02-12           | VDK Gent - Waremme          | 1-3       | 20-25, 21-25, 25-14, 18-25        |
| 02-12           | Maaseik - Aalst             | 0-3       | 20-25, 20-25, 17-25               |
| 03-12           | Haasrode Leuven - Guibertin | 2-3       | 27-25, 22-25, 32-34, 25-22, 10-15 |

| Nona giornata |                         |         |                                   |
|               |                         |         |                                   |
| Riposa:       | Waremme                 | Waremme | Waremme                           |
| 08-12         | Menen - Haasrode Leuven | 2-3     | 21-25, 25-23, 25-20, 20-25, 20-22 |
| 09-12         | Roeselare - Avoc Achel  | 3-0     | 25-19, 25-22, 25-10               |
| 09-12         | Maaseik - VDK Gent      | 3-0     | 25-16, 25-18, 25-23               |
| 09-12         | Aalst - Guibertin       | 3-0     | 25-21, 25-18, 25-22               |

| Decima giornata |                           |            |                                  |
|                 |                           |            |                                  |
| Riposa:         | Avoc Achel                | Avoc Achel | Avoc Achel                       |
| 16-12           | VDK Gent - Menen          | 0-3        | 21-25, 18-25, 26-28              |
| 17-12           | Haasrode Leuven - Maaseik | 1-3        | 21-25, 17-25, 25-20, 23-25       |
| 17-12           | Guibertin - Waremme       | 2-3        | 20-25, 25-18, 21-25, 25-17, 9-15 |
| 24-02           | Roeselare - Aalst         | 3-2        | 25-23, 20-25, 21-25, 25-12, 15-6 |

| Undicesima giornata |                             |          |                                   |
|                     |                             |          |                                   |
| Riposa:             | VDK Gent                    | VDK Gent | VDK Gent                          |
| 06-01               | Roeselare - Haasrode Leuven | 3-2      | 25-17, 25-17, 25-27, 25-27, 15-11 |
| 06-01               | Aalst - Waremme             | 3-0      | 25-12, 25-22, 25-12               |
| 24-02               | Menen - Maaseik             | 0-3      | 22-25, 19-25, 23-25               |
| 07-01               | Avoc Achel - Guibertin      | 3-0      | 25-16, 25-17, 26-24               |

| Dodicesima giornata     |                      |     |                            |
|                         |                      |     |                            |
| Riposa: Haasrode Leuven |                      |     |                            |
| 16-01                   | VDK Gent - Aalst     | 1-3 | 22-25, 22-25, 25-23, 17-25 |
| 13-01                   | Maaseik - Guibertin  | 3-1 | 25-16, 22-25, 25-11, 25-20 |
| 14-01                   | Waremme - Avoc Achel | 3-1 | 25-20, 25-12, 19-25, 25-21 |
| 27-01                   | Menen - Roeselare    | 0-3 | 17-25, 22-25, 15-25        |

| Tredicesima giornata |                         |         |                                   |
|                      |                         |         |                                   |
| Riposa:              | Waremme                 | Waremme | Waremme                           |
| 19-01                | VDK Gent - Maaseik      | 3-1     | 25-17, 25-22, 23-25, 25-11        |
| 20-01                | Avoc Achel - Roeselare  | 0-3     | 16-25, 14-25, 9-25                |
| 20-01                | Haasrode Leuven - Menen | 1-3     | 19-25, 19-25, 25-23, 23-25        |
| 21-01                | Guibertin - Aalst       | 2-3     | 25-20, 25-22, 17-25, 14-25, 13-15 |

| Quattordicesima giornata |                            |       |                            |
|                          |                            |       |                            |
| Riposa:                  | Aalst                      | Aalst | Aalst                      |
| 24-01                    | Maaseik - Avoc Achel       | 3-0   | 25-15, 25-20, 25-20        |
| 24-01                    | Roeselare - Guibertin      | 3-0   | 25-20, 25-21, 25-18        |
| 24-01                    | Haasrode Leuven - VDK Gent | 1-3   | 25-27, 29-31, 27-25, 17-25 |
| 24-01                    | Waremme - Menen            | 3-0   | 25-21, 25-23, 25-23        |

| Quindicesima giornata |                             |           |                                   |
|                       |                             |           |                                   |
| Riposa:               | Roeselare                   | Roeselare | Roeselare                         |
| 27-01                 | Aalst - Maaseik             | 3-1       | 25-14, 20-25, 25-14, 27-25        |
| 28-01                 | Guibertin - Haasrode Leuven | 3-2       | 23-25, 25-19, 17-25, 25-20, 15-10 |
| 28-01                 | Waremme - VDK Gent          | 3-2       | 23-25, 25-23, 19-25, 26-24, 15-12 |
| 31-01                 | Menen - Avoc Achel          | 3-0       | 25-23, 25-21, 25-22               |

| Sedicesima giornata |                              |           |                                   |
|                     |                              |           |                                   |
| Riposa:             | Guibertin                    | Guibertin | Guibertin                         |
| 02-02               | Aalst - Menen                | 2-3       | 25-21, 24-26, 25-21, 23-25, 6-15  |
| 03-02               | VDK Gent - Roeselare         | 0-3       | 17-25, 20-25, 24-26               |
| 03-02               | Avoc Achel - Haasrode Leuven | 3-2       | 17-25, 16-25, 25-18, 25-21, 16-14 |
| 04-02               | Waremme - Maaseik            | 0-3       | 23-25, 21-25, 12-25               |

| Diciassettesima giornata |                         |         |                            |
|                          |                         |         |                            |
| Riposa:                  | Maaseik                 | Maaseik | Maaseik                    |
| 13-02                    | Haasrode Leuven - Aalst | 0-3     | 19-25, 19-25, 15-25        |
| 14-02                    | Guibertin - Menen       | 0-3     | 26-28, 22-25, 16-25        |
| 14-02                    | Roeselare - Waremme     | 3-1     | 25-21, 25-22, 26-28, 25-17 |
| 23-02                    | VDK Gent - Avoc Achel   | 3-0     | 25-17, 25-18, 26-24        |

| Diciottesima giornata |                           |       |                                   |
|                       |                           |       |                                   |
| Riposa:               | Menen                     | Menen | Menen                             |
| 17-02                 | Maaseik - Roeselare       | 3-1   | 19-25, 25-23, 25-12, 25-20        |
| 16-02                 | Aalst - Avoc Achel        | 1-3   | 22-25, 25-14, 23-25, 21-25        |
| 20-02                 | Haasrode Leuven - Waremme | 3-0   | 25-23, 25-19, 25-21               |
| 18-02                 | Guibertin - VDK Gent      | 3-2   | 22-25, 25-22, 25-23, 23-25, 15-12 |

#### Classifica
| Pos. | Squadra         | Pt | G  | V  | P  | SV | SP | Ratio | PF    | PS    | Ratio |
| ---- | --------------- | -- | -- | -- | -- | -- | -- | ----- | ----- | ----- | ----- |
| 1.   | Roeselare       | 38 | 16 | 14 | 2  | 44 | 18 | 2,444 | 1 480 | 1 292 | 1,146 |
| 2.   | Maaseik         | 31 | 16 | 10 | 6  | 36 | 21 | 1,714 | 1 332 | 1 242 | 1,072 |
| 3.   | Aalst           | 30 | 16 | 10 | 6  | 37 | 24 | 1,542 | 1 377 | 1 261 | 1,092 |
| 4.   | Menen           | 21 | 16 | 7  | 9  | 26 | 31 | 0,839 | 1 276 | 1 321 | 0,966 |
| 5.   | Haasrode Leuven | 21 | 16 | 6  | 10 | 31 | 34 | 0,912 | 1 435 | 1 458 | 0,984 |
| 6.   | Waremme         | 20 | 16 | 7  | 9  | 27 | 36 | 0,750 | 1 337 | 1 415 | 0,945 |
| 7.   | Avoc Achel      | 19 | 16 | 7  | 9  | 22 | 35 | 0,629 | 1 183 | 1 301 | 0,909 |
| 8.   | Guibertin       | 19 | 16 | 6  | 10 | 28 | 37 | 0,757 | 1 383 | 1 470 | 0,941 |
| 9.   | VDK Gent        | 17 | 16 | 5  | 11 | 22 | 37 | 0,595 | 1 317 | 1 360 | 0,968 |

      Qualificata alla pool scudetto
      Qualificata alla pool challenge

### Pool scudetto

#### Risultati
| Prima giornata |                         |     |                                   |
|                |                         |     |                                   |
| 02-03          | Aalst - Roeselare       | 2-3 | 25-21, 14-25, 25-23, 19-25, 11-15 |
| 02-03          | Maaseik - Waremme       | 3-0 | 30-28, 25-20, 25-21               |
| 02-03          | Haasrode Leuven - Menen | 3-1 | 29-27, 23-25, 29-27, 25-23        |

| Seconda giornata |                           |     |                                   |
|                  |                           |     |                                   |
| 06-03            | Roeselare - Maaseik       | 3-2 | 22-25, 27-25, 25-18, 22-25, 15-11 |
| 06-03            | Waremme - Haasrode Leuven | 1-3 | 25-23, 26-28, 22-25, 22-25        |
| 06-03            | Menen - Aalst             | 0-3 | 22-25, 19-25, 21-25               |

| Terza giornata |                           |     |                            |
|                |                           |     |                            |
| 10-03          | Haasrode Leuven - Maaseik | 1-3 | 25-19, 21-25, 23-25, 18-25 |
| 09-03          | Aalst - Waremme           | 3-0 | 25-20, 25-21, 25-23        |
| 13-03          | Menen - Roeselare         | 1-3 | 21-25, 16-25, 25-20, 21-25 |

| Quarta giornata |                         |     |                            |
|                 |                         |     |                            |
| 16-03           | Maaseik - Menen         | 3-0 | 25-16, 25-20, 25-23        |
| 17-03           | Waremme - Roeselare     | 1-3 | 25-18, 24-26, 14-25, 14-25 |
| 17-03           | Haasrode Leuven - Aalst | 3-1 | 25-18, 21-25, 25-21, 25-21 |

| Quinta giornata |                             |     |                                   |
|                 |                             |     |                                   |
| 20-03           | Roeselare - Haasrode Leuven | 3-2 | 22-25, 22-25, 35-33, 25-23, 15-10 |
| 20-03           | Waremme - Menen             | 3-2 | 25-18, 19-25, 11-25, 25-23, 15-10 |
| 20-03           | Maaseik - Aalst             | 3-0 | 25-20, 25-21, 25-23               |

| Sesta giornata |                         |     |                                   |
|                |                         |     |                                   |
| 24-03          | Roeselare - Aalst       | 3-0 | 25-21, 27-25, 26-24               |
| 24-03          | Waremme - Maaseik       | 2-3 | 25-23, 24-26, 23-25, 25-19, 15-17 |
| 23-03          | Menen - Haasrode Leuven | 0-3 | 21-25, 17-25, 21-25               |

| Settima giornata |                             |     |                                   |
|                  |                             |     |                                   |
| 29-03            | Haasrode Leuven - Roeselare | 2-3 | 15-25, 25-21, 25-23, 18-25, 9-15  |
| 29-03            | Menen - Waremme             | 2-3 | 25-19, 21-25, 19-25, 25-16, 15-17 |
| 29-03            | Aalst - Maaseik             | 0-3 | 17-25, 25-27, 16-25               |

| Ottava giornata |                           |     |                            |
|                 |                           |     |                            |
| 03-04           | Maaseik - Haasrode Leuven | 3-0 | 25-20, 25-20, 25-21        |
| 03-04           | Waremme - Aalst           | 1-3 | 20-25, 25-19, 20-25, 17-25 |
| 03-04           | Roeselare - Menen         | 3-0 | 25-15, 25-16, 25-21        |

| Nona giornata |                           |     |                            |
|               |                           |     |                            |
| 06-04         | Maaseik - Roeselare       | 3-1 | 23-25, 25-23, 25-22, 26-24 |
| 10-04         | Haasrode Leuven - Waremme | 3-0 | 25-22, 25-15, 25-22        |
| 06-04         | Aalst - Menen             | 3-1 | 25-21, 27-25, 21-25, 25-20 |

| Decima giornata |                         |     |                                   |
|                 |                         |     |                                   |
| 13-04           | Menen - Maaseik         | 3-2 | 25-21, 16-25, 25-22, 15-25, 16-14 |
| 13-04           | Roeselare - Waremme     | 3-0 | 25-12, 25-19, 25-17               |
| 13-04           | Aalst - Haasrode Leuven | 3-0 | 27-25, 25-17, 25-20               |

#### Classifica
| Pos. | Squadra         | Pt tot | Bonus | Pt | G  | V | P | SV | SP | Ratio | PF  | PS  | Ratio |
| ---- | --------------- | ------ | ----- | -- | -- | - | - | -- | -- | ----- | --- | --- | ----- |
| 1.   | Maaseik         | 29     | 4     | 25 | 10 | 8 | 2 | 28 | 10 | 2,800 | 896 | 812 | 1,103 |
| 2.   | Roeselare       | 28     | 5     | 23 | 10 | 9 | 1 | 28 | 13 | 2,154 | 959 | 835 | 1,149 |
| 3.   | Aalst           | 19     | 3     | 16 | 10 | 5 | 5 | 18 | 17 | 1,059 | 790 | 796 | 0,992 |
| 4.   | Haasrode Leuven | 18     | 1     | 17 | 10 | 5 | 5 | 20 | 18 | 1,111 | 871 | 874 | 0,997 |
| 5.   | Menen           | 6      | 2     | 4  | 10 | 1 | 9 | 10 | 29 | 0,345 | 811 | 903 | 0,898 |
| 6.   | Waremme         | 5      | 0     | 5  | 10 | 2 | 8 | 11 | 28 | 0,393 | 803 | 910 | 0,882 |

      Qualificata alla finale scudetto
      Qualificata ai play-off 5º posto

### Pool challenge

#### Risultati
| Prima giornata |                       |           |                                   |
|                |                       |           |                                   |
| Riposa:        | Guibertin             | Guibertin | Guibertin                         |
| 02-03          | Avoc Achel - VDK Gent | 2-3       | 25-17, 27-25, 25-27, 13-25, 12-15 |

| Seconda giornata |                        |          |                                   |
|                  |                        |          |                                   |
| Riposa:          | VDK Gent               | VDK Gent | VDK Gent                          |
| 24-03            | Guibertin - Avoc Achel | 2-3      | 19-25, 25-20, 23-25, 25-23, 12-15 |

| Terza giornata |                      |            |                            |
|                |                      |            |                            |
| Riposa:        | Avoc Achel           | Avoc Achel | Avoc Achel                 |
| 16-03          | VDK Gent - Guibertin | 3-1        | 25-18, 25-18, 14-25, 25-15 |

| Quarta giornata |                       |           |                                   |
|                 |                       |           |                                   |
| Riposa:         | Guibertin             | Guibertin | Guibertin                         |
| 29-03           | VDK Gent - Avoc Achel | 2-3       | 27-25, 25-21, 27-29, 22-25, 11-15 |

| Quinta giornata |                        |          |                            |
|                 |                        |          |                            |
| Riposa:         | VDK Gent               | VDK Gent | VDK Gent                   |
| 06-04           | Avoc Achel - Guibertin | 3-1      | 35-33, 15-25, 25-15, 25-21 |

| Sesta giornata |                      |            |                                   |
|                |                      |            |                                   |
| Riposa:        | Avoc Achel           | Avoc Achel | Avoc Achel                        |
| 14-04          | Guibertin - VDK Gent | 3-2        | 19-25, 27-25, 22-25, 29-27, 15-12 |

#### Classifica
| Pos. | Squadra    | Pt tot | Bonus | Pt | G | V | P | SV | SP | Ratio | PF  | PS  | Ratio |
| ---- | ---------- | ------ | ----- | -- | - | - | - | -- | -- | ----- | --- | --- | ----- |
| 1.   | Avoc Achel | 10     | 2     | 8  | 4 | 3 | 1 | 11 | 8  | 1,375 | 425 | 419 | 1,014 |
| 2.   | VDK Gent   | 7      | 0     | 7  | 4 | 2 | 2 | 10 | 9  | 1,111 | 424 | 405 | 1,047 |
| 3.   | Guibertin  | 4      | 1     | 3  | 4 | 1 | 3 | 7  | 11 | 0,636 | 386 | 411 | 0,939 |

      Qualificata ai play-off 5º posto

### Finale scudetto

#### Tabellone
|  | Finale |           |   |   |   |   |   |  |
|  |        |           |   |   |   |   |   |  |
|  | 1      | Maaseik   | 3 | 1 | 0 | 3 | 0 |  |
|  | 1      | Maaseik   | 3 | 1 | 0 | 3 | 0 |  |
|  | 2      | Roeselare | 1 | 3 | 3 | 2 | 3 |  |

#### Risultati
| Gara 1 |                     |     |                            |
|        |                     |     |                            |
| 18-04  | Maaseik - Roeselare | 3-1 | 25-21, 31-29, 21-25, 25-19 |

| Gara 2 |                     |     |                            |
|        |                     |     |                            |
| 20-04  | Roeselare - Maaseik | 3-1 | 25-22, 27-29, 25-15, 25-20 |

| Gara 3 |                     |     |                     |
|        |                     |     |                     |
| 23-04  | Maaseik - Roeselare | 0-3 | 22-25, 19-25, 24-26 |

| Gara 4 |                     |     |                                  |
|        |                     |     |                                  |
| 25-04  | Roeselare - Maaseik | 2-3 | 25-19, 19-25, 26-24, 16-25, 8-15 |

| Gara 5 |                     |     |                     |
|        |                     |     |                     |
| 28-04  | Maaseik - Roeselare | 0-3 | 22-25, 20-25, 23-25 |

### Play-off 5º posto

#### Tabellone
|  | Semifinali | Semifinali | Semifinali |         |    | Finale quinto posto | Finale quinto posto | Finale quinto posto |  |
|  |            |            |            |         |    |                     |                     |                     |  |
|  | 5S         | Menen      | 3          |         |    |                     |                     |                     |  |
|  | 5S         | Menen      | 3          |         |    |                     |                     |                     |  |
|  | 2C         | VDK Gent   | 2          |         |    |                     |                     |                     |  |
|  | 2C         | VDK Gent   | 2          |         | 5S | Menen               | 3                   |                     |  |
|  |            |            |            |         | 5S | Menen               | 3                   |                     |  |
|  |            |            | 6S         | Waremme | 1  |                     |                     |                     |  |
|  | 6S         | Waremme    | 6S         | Waremme | 1  | 3                   |                     |                     |  |
|  | 6S         | Waremme    |            |         |    |                     |                     |                     |  |
|  | 1C         | Avoc Achel | 2          |         |    |                     |                     |                     |  |

#### Risultati

##### Semifinali
| Gara 1 |                      |     |                                   |
|        |                      |     |                                   |
| 19-04  | Menen - VDK Gent     | 3-2 | 30-28, 25-17, 25-27, 20-25, 15-9  |
| 21-04  | Waremme - Avoc Achel | 3-2 | 25-20, 18-25, 25-22, 26-28, 15-11 |

##### Finale 5º posto
| Gara 1 |                 |     |                            |
|        |                 |     |                            |
| 26-04  | Menen - Waremme | 3-1 | 25-20, 19-25, 25-23, 25-18 |

## Classifica finale
| Pos | Squadra         | Qualificazione           |
| --- | --------------- | ------------------------ |
|     | Roeselare       | Champions League 2024-25 |
| 2   | Maaseik         | Champions League 2024-25 |
| 3   | Aalst           | Coppa CEV 2024-25        |
| 4   | Haasrode Leuven | Coppa CEV 2024-25        |
| 5   | Menen           | Challenge Cup 2024-25    |
| 6   | Waremme         |                          |
| 7   | Avoc Achel      |                          |
| 8   | VDK Gent        |                          |
| 9   | Guibertin       |                          |

## Premi individuali
| Premio                | Giocatore          | Squadra   |
| --------------------- | ------------------ | --------- |
| MVP                   | Gilles Vandecaveye | Menen     |
| Giocatore dell'anno   | Seppe Rotty        | Roeselare |
| Esordiente dell'anno  | Pierre Perin       | Waremme   |
| Allenatore dell'anno  | Christophe Achten  | Aalst     |
| Miglior palleggiatore | Stijn D'Hulst      | Roeselare |
| Miglior opposto       | Jolan Cox          | Maaseik   |
| Miglior schiacciatore | Robbe Van de Velde | Aalst     |
| Miglior centrale      | Martijn Colson     | VDK Gent  |
| Miglior centrale      | Samuel Fafchamps   | Waremme   |
| Miglior libero        | Martin Perin       | Maaseik   |